# Abingdon, Illinois
Abingdon je grad u američkoj saveznoj državi Ilinois. Prema popisu stanovništva iz 2010. u njemu je živjelo 3.319 stanovnika.